# Ratowice (Czernica)

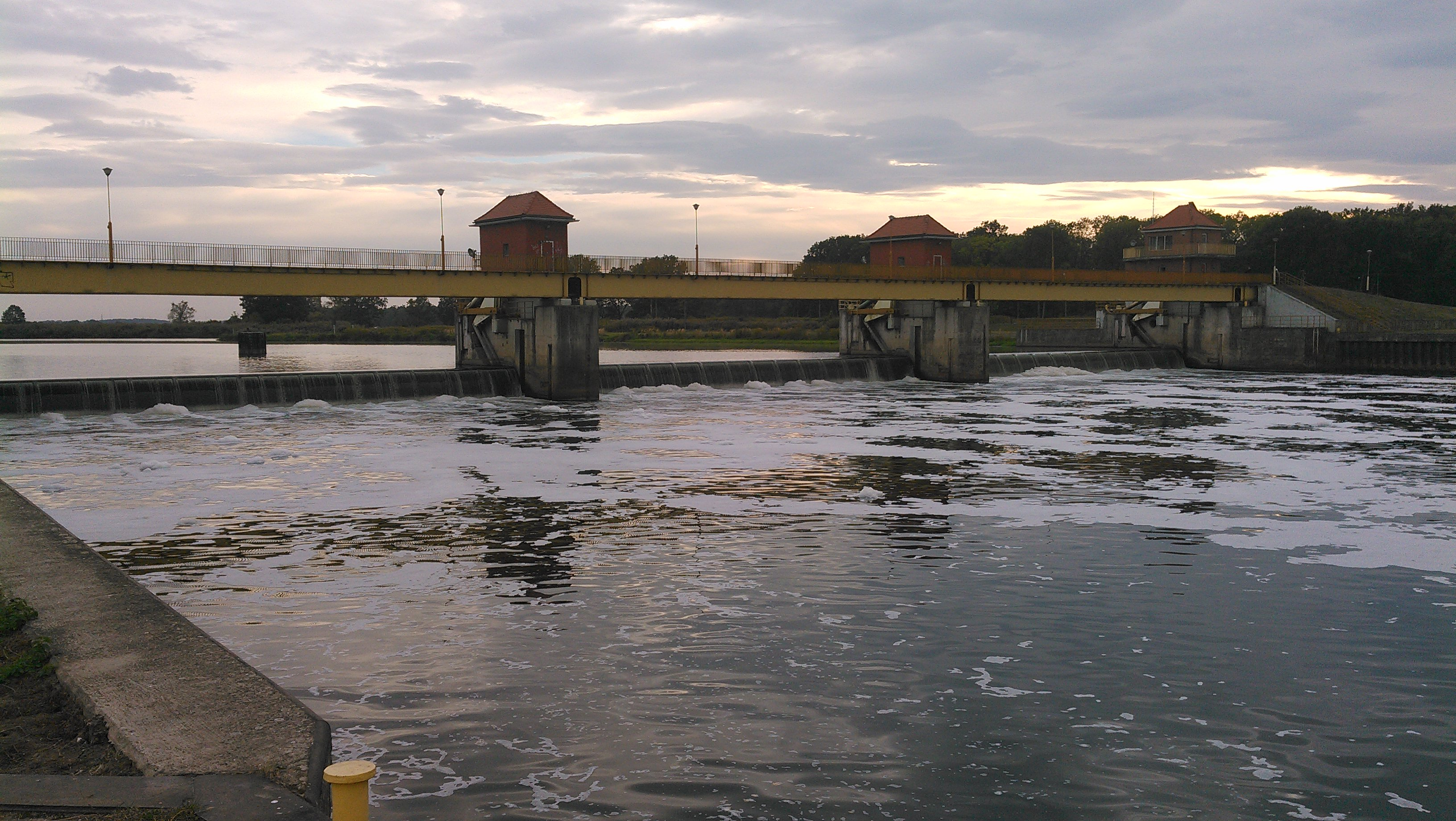
Die Oder bei Ratowice

Ratowice (deutsch: Rattwitz) ist ein Ort am rechten Ufer der Oder in der Landgemeinde Czernica im Powiat Wrocławski der Woiwodschaft Niederschlesien in Polen.

## Geographie
Das Straßendorf Ratowice liegt zwei Kilometer südöstlich von Czernica (Tschirne) und etwa 20 Kilometer südöstlich von Breslau in der Nizina Śląska (Schlesische Tiefebene). Durch den Ort verläuft die Droga wojewódzka 455.
Nachbarorte von Ratowice sind im Nordwesten  Czernica (Tschirne) und im Südosten Łęg (Lange).

## Geschichte
„Rathouici“ wurde 1245 erstmals erwähnt und um 1300 nach Deutschem Recht ausgesetzt. Für das Jahr 1335 ist es in der Schreibweise Raduschowitz und 1371 als Rathowicz belegt.
Nach dem Ersten Schlesischen Krieg 1742 fiel Rattwitz zusammen mit dem größten Teil Schlesiens an Preußen. 1783 zählte der Ort sieben Bauernstellen.
Nach der Neugliederung Preußens gehörte die Landgemeinde Rattwitz ab 1815 zur Provinz Schlesien und war ab 1816 dem Landkreis Ohlau eingegliedert. 1874 wurde der Amtsbezirk Rattwitz gegründet, frt die Landgemeinden Lange und Rattwitz umfasste. 1885 zählte Rattwitz 1024 Einwohner. 1933 waren es 1736 Einwohner und 1939 wurden 1684 Einwohner gezählt. Bis 1945 befand sich der Ort im Landkreis Ohlau.
Als Folge des Zweiten Weltkriegs fiel Rattwitz 1945 wie fast ganz Schlesien an Polen. Nachfolgend wurde es in Ratowice umbenannt und der Woiwodschaft Breslau angegliedert. Die deutsche Bevölkerung wurde, soweit sie nicht vorher geflohen war, weitgehend vertrieben. Die neu angesiedelten Bewohner waren zum Teil Heimatvertriebene aus Ostpolen.
Seit 1999 Ratowice zum Powiat Wrocławski in der Woiwodschaft Niederschlesien.

## Sehenswürdigkeiten
- Die römisch-katholische Antoniuskirche (Kościół św. Antoniego Padewskiego) wurde 1894 als protestantisches Gotteshaus errichtet. Seit 1945 dient die Kirche als katholisches Gotteshaus.[5]
- Denkmal für die Gefallenen des Ersten Weltkriegs
- Ehemaliges Gerichtsgebäude (ul. Wrocławska 50–52)

## Vereine
- Fußballverein Odra Ratowice